# Pietro da Napoli
Pietro da Napoli (fl. XIV secolo) è stato un religioso italiano, frate appartenente all'Ordine dei Carmelitani, eremita e pittore occasionale del XIV secolo.
Presente in Parma intorno alla metà del Trecento, egli legò il suo nome ad un affresco dipinto su un pilastro, raffigurante la Madonna rivestita di un mantello bianco e chiamata per questo Santa Maria Bianca. L'affresco, realizzato intorno al 1340 (ma poi ampiamente rimaneggiato nei secoli successivi), è attualmente posto dietro l'altare maggiore dell'omonima chiesa, annessa al monastero delle Carmelitane Scalze di Parma. Esso gode di fama taumaturgica.